# カロル・スタニスワフ・ラジヴィウ (1734-1790)

紋章

カロル・スタニスワフ・ラジヴィウ（ポーランド語：Karol Stanisław Radziwiłł；リトアニア語：Karolis Stanislovas Radvila、1734年 - 1790年）は、ポーランド・リトアニア共和国の大貴族、公（帝国諸侯）。ヴィリニュス県知事、リヴィウの都市長官であった。同名の祖父カロル・スタニスワフ・ラジヴィウと区別するため、「親愛なる旦那様」を意味するパニェ・コハンク（Panie Kochanku）の渾名で呼ばれる。

## 生涯
リトアニア大ヘトマンのミハウ・カジミェシュ・ラジヴィウと、高名な劇作家ウルシュラ・フランチシュカ・ヴィシニョヴィエツカとの間に生まれ、1753年にヒェロニム・アウグスティン・ルボミルスキの孫娘の一人マリア・カロリナと結婚し、1764年にヴァツワフ・ジェヴスキの娘テレサ・カロリナと再婚した。
生涯を通じ、ラジヴィウはポーランド・リトアニア共和国で多くの官職に与った。1752年よりリトアニア剣捧持官となり、1757年8月3日には白鷲勲章を受け、1762年にヴィリニュス県知事に任じられた。1767年には黄金の自由の保守を目論むラドム連盟で、翌1768年には反ロシア軍事活動を展開したバール連盟で、それぞれ総司令官（盟主）を務めた。バール連盟の敗退後の1772年には亡命を余儀なくされたが、1777年には政敵であった国王スタニスワフ・アウグスト・ポニャトフスキに忠誠を誓い、全ての官職を取り戻した。しかし保守政治家としての立場を貫き、1788年から1792年まで開かれた4年議会では代議員として諸改革の反対者側に回り、国王およびファミリアと敵対し続けた。
ラジヴィウは18世紀後半の共和国で最も富裕なマグナートであり、同時にヨーロッパでもっとも富裕な貴族の一人だった。彼の不動産だけでも25県にまたがる16の私領都市、683の村を所有していた。ラジヴィウに関する伝説は多くの小説や詩に描かれた。彼はまた大酒飲みで下品などんちゃん騒ぎを好み、その豪胆な性格は貴族たちの信望をあつめ、サルマティズムの体現者、偉大な愛国者ともみなされていた。ラジヴィウは貧窮シュラフタたちに大変な人気があり、現在でも18世紀後半のポーランドを代表する人物の一人とされている。